# Adiantum chilense
Adiantum chilense (conocido como palito negro o culantrillo) es un helecho del género Adiantum, nativo de Chile y Argentina.

## Descripción y distribución
La especie posee un rizoma rastrero, de 2 mm de diámetro; hojas de entre 15 y 40 cm de longitud, con un pecíolo de 1 mm de diámetro, de color café negruzco brillante, de la mitad del largo total de la hoja; lámina deltoide, bipinnada a tripinnada.
Es nativa de Argentina y Chile, donde se distribuye entre Limarí y Magallanes, encontrándose desde el nivel del mar hasta hábitats cordilleranos de unos 1700 m s. n. m. También se encuentra en el archipiélago Juan Fernández. Crece en los márgenes y el interior del bosque, e incluso en terrenos más áridos expuestos a sol, siempre que tenga suficiente humedad y disponibilidad de agua para sus raíces.

## Uso
Tradicionalmente, se utilizan las hojas de Adiantum chilense en decocción con miel de abejas, administrándose como expectorante y emenagogo. Es una planta ornamental de interior y es utilizada en jardinería.